# Raquel Rodríguez (luchadora)
Victoria González (La Feria, Texas, 12 de enero de 1991) es una luchadora profesional estadounidense. Actualmente trabaja para la empresa WWE, donde se presenta en la marca Raw bajo el nombre de Raquel Rodríguez. Entre sus logros, destaca un reinado como Campeona Femenina de NXT, dos como Campeona Femenina en Parejas de NXT, ambos con Dakota Kai, y tres como Campeona Femenina en Parejas de WWE, uno con Aliyah y dos junto a Liv Morgan. 
González es una luchadora profesional de segunda generación, siguiendo a su padre Rick González. En 2021, ella, y su entonces compañera de equipo, Dakota Kai, ganaron el torneo femenino Dusty Rhodes Tag Team Classic inaugural y se convirtieron en las primeras campeonas de los Campeonatos Femeninos en Parejas de NXT.

## Primeros años
Victoria González nació el 12 de enero de 1991 en La Feria, Texas, Estados Unidos, siendo hija de Rick González y Lucía. Tiene dos hermanos; una hermana con el nombre de Madelyn Olivia, y un hermano llamado Ricardo. Posee ascendencia mexicana por parte de su padre.
Su padre fue un luchador independiente en los años ochenta, y se le conocía como Desperado, o Speedy. Teniendo esto como antecedente, sería la razón para que González comenzara a interesarse por este deporte, por lo que empezaría a acompañar a su papá, junto a su madre y su hermana, a los eventos donde se presentaba. Inicio entrenando lucha libre desde que era pequeña. Sin embargo, también practicó básquetbol y jugó para Texas A&M–Kingsville Javelinas, lugar en donde obtuvo una beca universitaria para estudiar la carrera de periodismo. Después de graduarse en 2013, le reveló a su padre el interés que tenía por comenzar una carrera como luchadora profesional en lugar de ejercer la profesión para la que había estudiado. Su entrenamiento inició en la promoción Coast Wrestling Alliance, donde debutó para convertirse en una luchadora profesional de segunda generación.

## Carrera

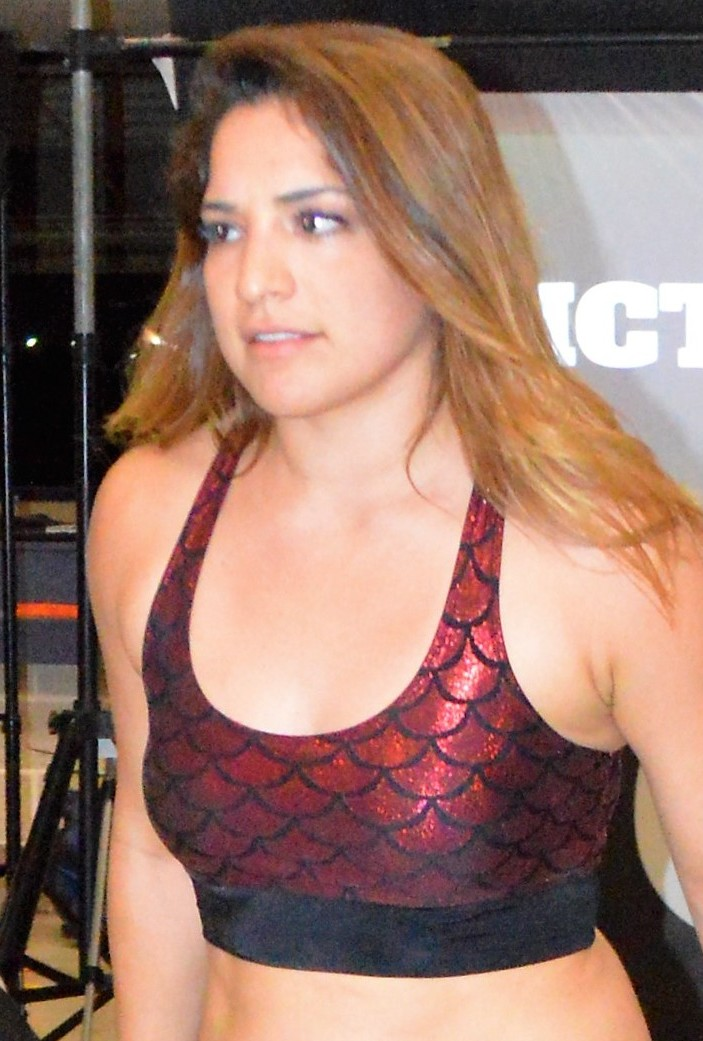
González en 2026.

### WWE

#### Apariciones iniciales (2016-2018)
González audicionó para la sexta temporada de WWE Tough Enough en 2015 y a pesar de no ser seleccionada, recibió un tryout con WWE en 2016. El 25 de octubre de 2016, WWE anunció que sería parte de una nueva clase de reclutas en NXT. Hizo su debut el 20 de enero de 2017 durante un evento en vivo donde compitió en un battle royal de 12 mujeres, el cual fue ganado por Aliyah y Ember Moon. Su debut televisado tomo lugar el 3 de mayo de 2017 en un episodio de NXT, compitiendo en un battle royal para determinar a la contendiente #1 al Campeonato Femenino de NXT de Asuka, en el cual fue eliminada por Peyton Royce y Billie Kay. El 13 de julio, Victoria cambió su nombre a Reina González. El mismo día, fue anunciada como una de las participantes del torneo Mae Young Classic. El 28 de agosto, González fue eliminada en la primera ronda por Nicole Savoy. En 2018, volvió a participar en la segunda edición del Mae Young Classic, pero volvió a ser derrotada, en esta ocasión por Kacy Catanzaro en la primera ronda.

#### Alianza con Dakota Kai (2020-2021)
En febrero de 2020, su nombre fue cambiado a Raquel González. Bajo su nuevo nombre, González hizo su regreso el 16 de febrero en el evento NXT TakeOver: Portland interfiriendo durante la lucha entre Dakota Kai y Tegan Nox, atacando a Nox y aliándose con Kai. Tras su alianza, González comenzó a acompañar y a ayudar a Kai en sus combates. El 15 de abril en un episodio de NXT, como Raquel González, tuvo su primer combate televisado contra Tegan Nox, en el cual fue derrotada luego de una distracción por parte de Shotzi Blackheart. Tras esto la semana siguiente el 22 de abril en un episodio de NXT, Dakota y Raquel se enfrentaron a Blackheart y Nox en un combate por equipos, en el cual Kai y González salieron victoriosas. El 27 de mayo en un episodio de NXT, González tuvo su primera victoria individual televisada tras derrotar a Shotzi Blackheart con ayuda de Dakota Kai. El 7 de junio, participó en el evento NXT TakeOver: In Your House durante un combate entre equipos de seis mujeres, en el cual fue derrotada junto a Kai y Candice LeRae por Blackheart, Tegan Nox y Mia Yim.
A finales del año empezó una rivalidad con Rhea Ripley, esto las llevó a enfrentarse en Halloween Havoc el 28 de octubre, dónde González salió derrotada. Su rivalidad con Ripley se vería involucrada en la que Candice LeRae mantenía con Shotzi Blackheart, fue así como para el 16 de diciembre en NXT TakeOver: WarGames en la lucha que lleva el mismo nombre, el Team LeRae (Candice, Raquel, Dakota Kai y Toni Storm) derrotó al Team Blackheart (Shotzi, Rhea Ripley, Ember Moon e Io Shirai), después de que González cubriera a Shirai con la cuenta de tres. El 6 de enero en NXT: New Year's Evil, Raquel obtuvo su revancha individual contra Ripley en una lucha tipo "la última mujer de pie", logrando derrotarla.
El 20 de enero en NXT, se anunció el inicio del primer Dusty Rhodes Tag Team Classic femenino, González formó equipo con Dakota logrando eliminar a la dupla conformada por Aliyah y Jessi Kamea en la primera ronda, mientras que para las semifinales eliminaron a Kacy Catanzaro y Kayden Carter. La final se celebró en NXT TakeOver: Vengeance Day, dónde Kai y González derrotaron a Shotzi Blackheart y Ember Moon, convirtiéndose en las primeras ganadoras del clásico y a su vez obteniendo una oportunidad titular por los Campeonatos femeninos en Parejas contra Nia Jax y Shayna Baszler.

#### SmackDown (2022-2023)
En la edición del 8 de abril de 2022, González fue presentada como nueva integrante del roster de SmackDown en una entrevista tras bambalinas bajo el nombre de Raquel Rodríguez. Su debut en una lucha se produjo en la edición del 29 de abril, derrotando a la local Cat Cardoza.
El 13 de mayo enfrentó a la campeona Ronda Rousey por el Campeonato Femenino de SmackDown, respondiendo a un reto abierto, perdiendo por cuenta de tres. En la edición del 17 de junio de SmackDown derrotó a Shayna Baszler y clasificó a la lucha en escaleras femenina de Money in the bank.
Junto a Aliyah, tomó parte del torneo por el vacante Campeonato Femenino en Parejas, derrotando en SmackDown el 12 de agosto por la primera ronda a Xia Li y Shotzi. El 26 de agosto avanzaron a la final luego de vencer a Natalya y Sonya Deville. El 29 de agosto en Raw derrotaron en la final a Dakota Kai e Iyo Sky coronándose como campeonas. Sin embargo, en la edición del 12 de septiembre de Raw fueron derrotadas por Kai y Sky, perdiendo los títulos. En el episodio del 11 de noviembre de SmackDown, compitió en un combate de seis mujeres para determinar a la contendiente número uno al Campeonato Femenino de SmackDown que se enfrentaría a Rousey en Survivor Series WarGames, el cual fue ganado por Shotzi.
En la edición del SmackDown del 23 de diciembre, González se impuso en una gauntlet match, ganando una nueva oportunidad ante Rousey por el Campeonato Femenino de SmackDown, la cual perdió a la semana siguiente. En el episodio del 17 de marzo de 2023 de SmackDown se unió a Liv Morgan para derrotar a Tegan Nox y Emma en un combate por parejas y clasificar al WrestleMania Showcase Match Femenino en WrestleMania 39.
El 3 de abril, en Raw, Rodríguez y Morgan derrotaron a Iyo Sky y Dakota Kai y ganaron una oportunidad titular por el Campeonato Femenino de Parejas de la WWE. Una semana más tarde lograron los títulos tras derrotar a Becky Lynch y Trish Stratus, quien reemplazó a la titular Lita por lesión.

#### Raw (2023-presente)
El 1 de mayo, como parte del WWE Draft, Rodríguez y Morgan fueron ambas transferidas a Raw en su calidad de campeonas en parejas. Sin embargo, el 19 de mayo debieron entregar los cinturones debido a una lesión de Morgan. El 29 de mayo, Rodríguez se alió con Shotzi para ser parte de un combate de parejas de cuatro esquinas por el título, el cual fue ganado, finalmente, por Ronda Rousey & Shayna Baszler. Tras el regreso de Morgan, confrontaron a las campeonas, exigiendo la revancha, argumentando que nunca perdieron el título. Así, Rodríguez y Morgan lograron nuevamente ganar el Campeonato Femenino de Parejas, venciendo a Baszler y Rousey el 1 de julio de 2023 en Money in the Bank realizado en Londres. Sin embargo, el 17 de julio de 2023, en Raw, perdieron los cinturones ante Chelsea Green & Sonya Deville.
Después de su regreso en el episodio del 21 de agosto de Raw tras una lesión, Rodríguez desafió sin éxito a Rhea Ripley por el Campeonato Mundial Femenino en el evento Payback el 2 de septiembre.

## Estilo como luchadora profesional
Durante su estancia en NXT, comenzó a utilizar una powerbomb a la que bautizó como «Chingona Bomb», y que usaba como movimiento final. Para realizarla solamente utilizaba un brazo. El movimiento fue rebautizado como «Texana Bomb» cuando fue ascendida al roster principal.

## Vida personal
González está en una relación con el también luchador de la WWE Braun Strowman.

## Campeonatos y logros
- World Wrestling Entertainment/WWE
  - NXT Women's Championship (1 vez)[31]
  - WWE Women’s Tag Team Championship (5 veces, actual) - con Aliyah (1)[32] y Liv Morgan (4)
  - NXT Women's Tag Team Championship (2 veces, inaugural) - con Dakota Kai[33]
  - Dusty Rhodes Women's Tag Team Classic (2021) - con Dakota Kai[34]

- Pro Wrestling Illustrated
  - Situada en el Nº10 del PWI Female 150 en 2021[35]

- Otros títulos
  - National Don’t H8 Ringmaster (2021)[36]